# Абреже
Абреже́ (фр. abrégé — короткий виклад;) — перелік основних тем або внутрішніх заголовків глави, які розміщені після основного заголовку, перед текстом.
У довідковій та науковій літературі абреже може відігравати роль змісту, що допомагає швидко знайти необхідний заголовок, чи інший необхідний матеріал.
Іноді в значенні описуваного терміну використовується слово «екстензо» (від лат. In extenso - цілком, повністю)